# Христо Христов (офицер)
Вижте пояснителната страница за други личности с името Христо Христов.
Христо Иванов Христов е български офицер, полковник.

## Биография
Роден е на 21 юли 1900 г. в Стара Загора. През 1922 г. завършва Военното училище в София. От 1940 г. е на служба в Пехотната школа. На 1 ноември 1944 г. с министерска заповед № 160 е назначен за командир на осемнадесети пехотен етърски полк. Заедно с полка участва в Първата фаза на българското участие във Втората световна война. През 1945 г. става началник на отделение в Щаба на войската. На следващата година е назначен за началник-щаб на шеста пехотна бдинска дивизия. Уволнен през 1947 г..

## Военни звания
- Подпоручик (1 април 1922)
- Поручик (6 май 1925)
- Капитан (1 май 1934)
- Майор (6 май 1940)
- Подполковник (6 май 1943)
- Полковник (4 май 1945)